# 安南将军
安南将军是古代官名，为镇守南方的军事长官，一般为刺史等地方官吏兼任。从晋朝开始，凡资深者受此职者，称为安南大将军。

## 历史

### 东汉及三国时代
安南将军在东汉建安三年（公元198年）首置，三国蜀汉、曹魏和东吴沿袭。

### 晋
从晋朝以后，又和安东、安西及安北将军合称四安将军，位阶三品。

### 南朝
南朝梁、陈开始增设安前、安后、安左、安右将军，合称为“八安将军”。梁天监七年（公元508年）改为武职二十四班中的二十一班，属于重号将军；大通三年（公元529年）官制有所改变，为武职三十四班中的三十一放。陈朝时沿置，为拟三品。

### 北朝
北魏太和十七年（公元493年）定为二品下，太和二十三年又降为三品。北齐沿袭，同为三品。